# TNS
Taylor Nelson Sofres (được biết đến như TNS) là một tập đoàn hàng đầu về lĩnh vực nghiên cứu thị trường và thông tin thị trường. Công ty có tên trên thị trường chứng khoán London và trong danh sách FTSE 250 index. Công ty đã được tập đoàn WPP mua lại trong tháng 10 năm 2008 với mức giá 1.6 tỷ bảng Anh. 

## Lịch sử
TNS là một công ty nghiên cứu thị trường bắt đầu hoạt động vào năm 1946 với sự thành lập của National Family Opinion (NFO) tại Hoa Kỳ. Kể từ đó, với hàng loạt các hoạt động sáp nhập và kết hợp với các công ty lớn đến từ Mỹ, châu Âu và châu Á Thái Bình Dương và cuối cùng trở thành tập đoàn Taylor Nelson Sofres.
Những năm 1960 trở lại đây đã chứng kiến sự ra đời của 6 công ty hiện nay chính thức trở thành một phần của TNS. Bắt đầu với NFO ra đời trong những năm 1940. Intersearch ở Mỹ vào năm 1960. Sau đó là AGB ở Anh vào năm 1962. Sofres ở Pháp năm 1963. Frank Small Associates (FSA) ở Úc vào năm 1964. Taylor Nelson ở Mỹ vào năm 1965. Trong những thập niên 60, 70 80, 90 các công ty này tăng trưởng đáng kể như các doanh nghiệp cá nhân.
Vào những năm 1990 và đầu thế kỷ 21, khi nhận thấy nhu cầu củng cố hợp nhất trong ngành công nghiệp. năm 1992 Sofres mua lại Secodip. 1992 Taylor Nelson liên kết cùng với AGB. Năm 1997 Sofres kết hợp với FSA. Trong năm 1997 Sofres mua lại Intesearch và sau đó sáp nhập với Taylor Nelson AGB. Trong năm 2000 Taylor Nelson Sofres mua lại CRM, tiếp theo đó là NFO WorldGroup trong năm 2003.
Trong năm 2006 một vụ kiện đã được đệ trình để chống lại TNS cáo buộc rằng nó không thể tiết lộ thông tin tài chính quan trọng trong một tuyên bố đăng ký liên quan đến việc bán cổ phiếu ra công chúng lần thứ hai của công ty.
Tập đoàn TNS tiếp tục phát triển, bằng cách mua lại các công ty nghiên cứu nhỏ nhằm tăng cường vị thế của mình trong thị trường nó đã có sự hiện diện. Ví dụ như tháng 12 năm 2007 TNS tiến hành mua lại Landis Stratery và Innovation ở Hoa Kỳ, một công ty tư vấn và nghiên cứu chuyên nghiệp.

TNS logo được dùng trong giai đoạn 2003-2012.

Cũng trong tháng đó, TNS đã công bố rằng họ đã đạt được thỏa thuận gia tăng quyền sở hữu LatinPanel Holdings từ 33,3% lên 100%.TNS trước đây đã là một đối tác liên doanh với tập đoàn NPD và tập đoàn IBOPE trong danh sách báo cáo kinh doanh phục vụ người tiêu dùng tại Mỹ Latinh đang hoạt động tại 15 quốc gia ở châu Mỹ Latinh và chiếm 96% GDP của cả khu vực, cung cấp cho khách hàng địa phương và quốc tế với thông tin báo cáo nghiên cứu hộ gia đình qua các cửa hàng tạp hóa, vệ sinh và mỹ phẩm, thực phẩm tươi sống và thị trường bán lẻ dệt may.
Vào đầu năm 2008 TNS công bố việc sáp nhập với các đơn vị hoạt động ở Bắc Mỹ: TNS Media Intelligence, TNS Media Research và gần đây đã mua công ty Compete và Cymfony để tạo thành tập đoàn TNS Media Group.
Ngày 29 tháng 04 năm 2008 TNS thông báo rằng họ đang đàm phán sáp nhập với công ty nghiên cứu thị trường của Đức là GfK. Thông cáo này đã được tiến hành tiếp theo vào tháng 5 của 2 đề nghị sáp nhập có điều kiện của WPP đề nghị mua TNS bằng một khoản kết hợp giữa tiền mặt và cổ phiếu nhưng cả hai đều bị từ chối bởi hội đồng quản trị TNS. Do sự đối nghịch của WPP nên GfK và TNS từ bỏ kế hoạch sáp nhập của họ. GfK đã không thành công khi tìm kiếm cho mình một đối tác hỗ trợ tài chính nên đề nghị mua TNS của WPP trở thành đề nghị duy nhất trên bàn đàm phán.
Ngày 9/10/2008 WPP tuyên bố rằng nỗ lực mới nhất của họ đã thành công khi mua lại TNS với giá 1.93 tỷ USD. TNS bây giờ được đặt trong Kantar Group của tập đoàn WPP. Hiện nay có rất nhiều công ty con trong Kantar đang trải qua tái cơ cấu và thương hiệu riêng như là kết quả của việc mua TNS. Chính TNS sẽ bị tách ra thành các đơn vị khác nhau hoặc sáp nhập với các đơn vị khác ở Kantar hoặc tách ra thành các tổ chức Kantar riêng biệt.
Trong năm 2013 TNS mua lại công ty nghiên cứu thị trường Sinotrust, một công ty nghiên cứu thị trường và tư vấn tại Trung Quốc.

## Hoạt động
TNS được xây dựng xung quanh các lĩnh vực nghiên cứu cụ thể của marketing: Nhãn hiệu & thông tin, đổi mới & phát triển sản phẩm, bán lẻ & người mua, kinh nghiệm khách hàng, nhân viên, chất lượng, tự động, và chính trị & xã hội.
TNS tách các hoạt động trên toàn thế giới theo hơn 80 quốc gia và một số bộ phận trong khu vực: Bắc Mỹ, Bắc Âu, Nam Âu, châu Á Thái Bình Dương, Mỹ Latinh và châu Phi, Địa Trung Hải và Trung Đông.

### Logo
Trong năm 2003 khi công ty bắt đầu với tên Taylor Nelson Sofres với hàng loạt tên của các công ty con, tên thống nhất được công nhận là TNS và một logo được thiết kế bởi Wolff Olins - công ty chịu trách nhiệm sau quá trình tạo thương hiệu mới năm 2003. Và sau đó năm 2012 logo cũ đã được thay đổi lần nữa.

### Top 10 các công ty nghiên cứu thị trường năm 2006
| STT | Công ty              | Doanh số 2006 (triệu USD) | Tỷ lệ tăng trưởng % |
| --- | -------------------- | ------------------------- | ------------------- |
| 1   | Nielsen Company      | 3,696.0                   | 5.6                 |
| 2   | IMS Health Inc.      | 1,958.6                   | 8.9                 |
| 3   | Taylor Nelson Sofres | 1,851.1                   | 2.5                 |
| 4   | Kantar Group         | 1,401.4                   | 4.1                 |
| 5   | GfK AG               | 1,397.3                   | 5.4                 |
| 6   | Ipsos                | 1,077.0                   | 6.5                 |
| 7   | Synovate             | 739.6                     | 9.5                 |
| 8   | IRI                  | 665.0                     | 6.6                 |
| 9   | Westat               | 425.8                     | 0.8                 |
| 10  | Arbitron             | 329.3                     | 5.9                 |